# Stalpet

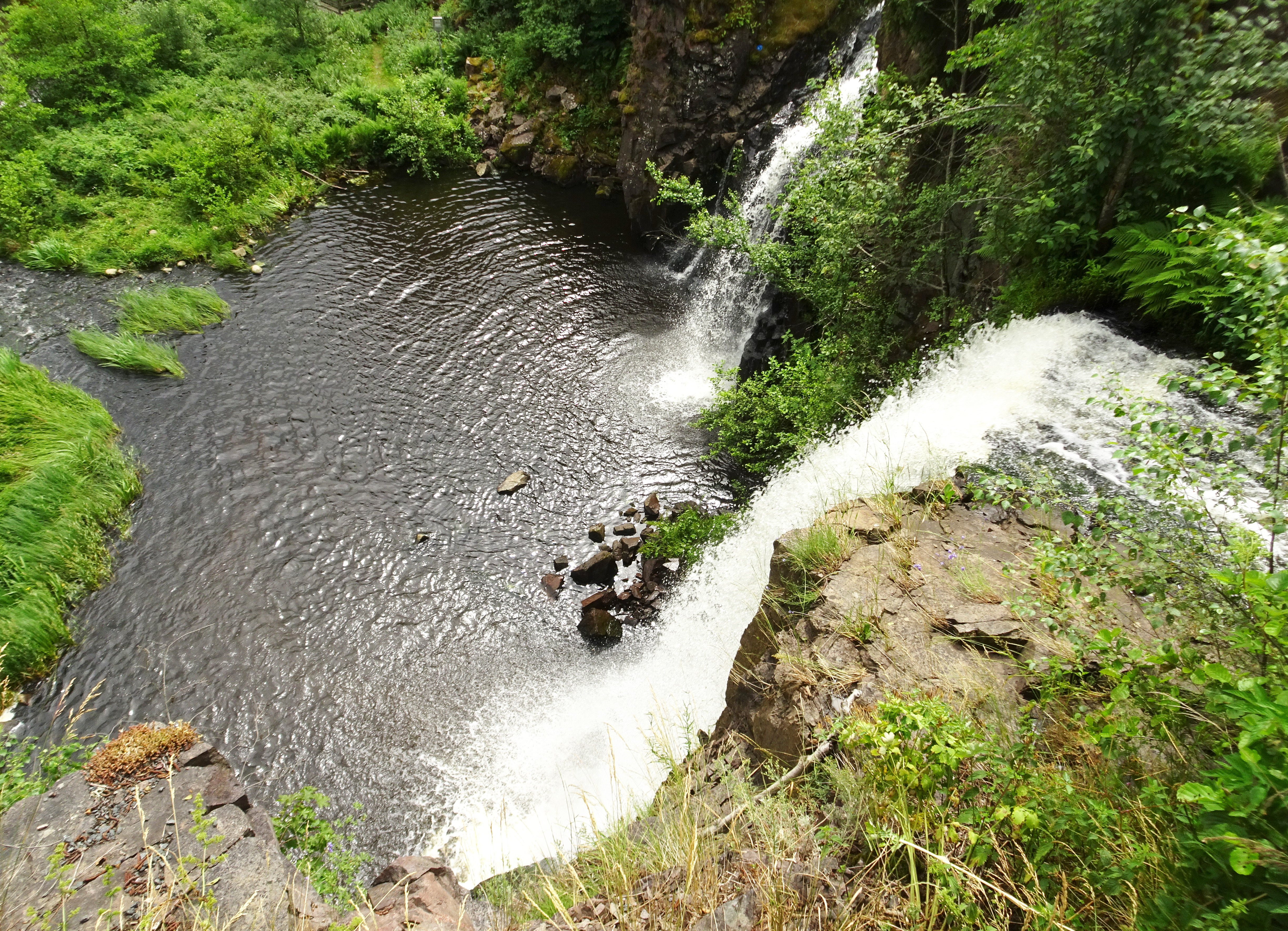
Stalpets vattenfall sett uppifrån i juni 2021.

Stalpet är ett vattenfall i Svartån strax norr om tätorten Aneby i Aneby kommun, Jönköpings län. Stalpet är med sina 20 meter fallhöjd en stor turistattraktion. Det består idag av ett större och ett mindre vattenfall. Aneby kommuns vapen visar en ström med ett blått topografiskt tecken för vattenfall som åsyftar vattenfallet Stalpet.

## Namnet och uppkomst
En gammal benämning på stup är stalp som gav platsen sitt namn. Stupet och den ravinen där Svartån nu rinner fram bildades under senaste istidens slutskede för cirka 12 000 år sedan. I ravinen har man hittat stenåldersverktyg och man tror att stället kan ha använts som kultplats på stenåldern. Mindre troligt är att det skulle ha funnits en bosättning från samma tid här.

## Historik

### Kvarnen

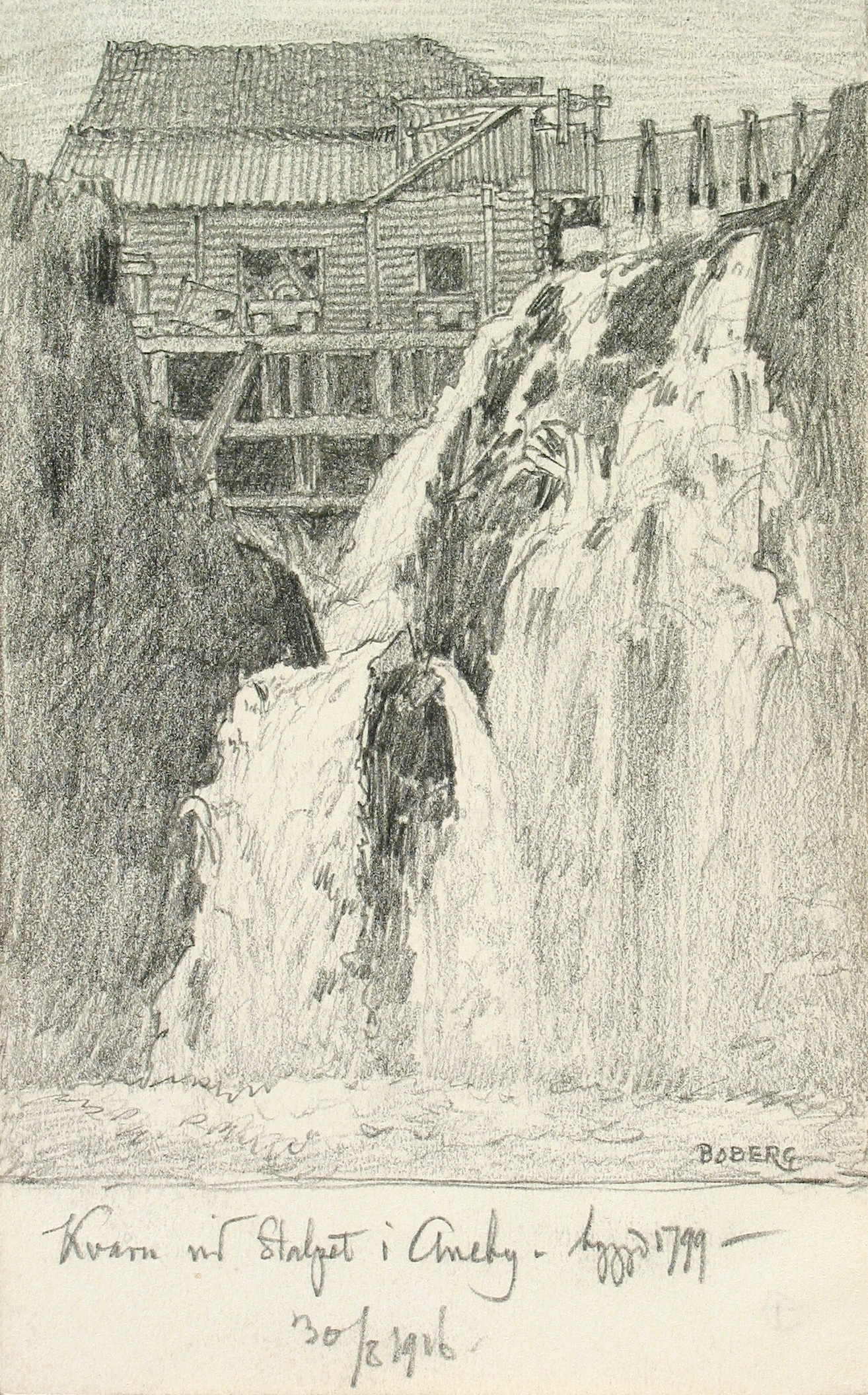
Fallet och kvarnen på Bobergs skiss från augusti 1916.

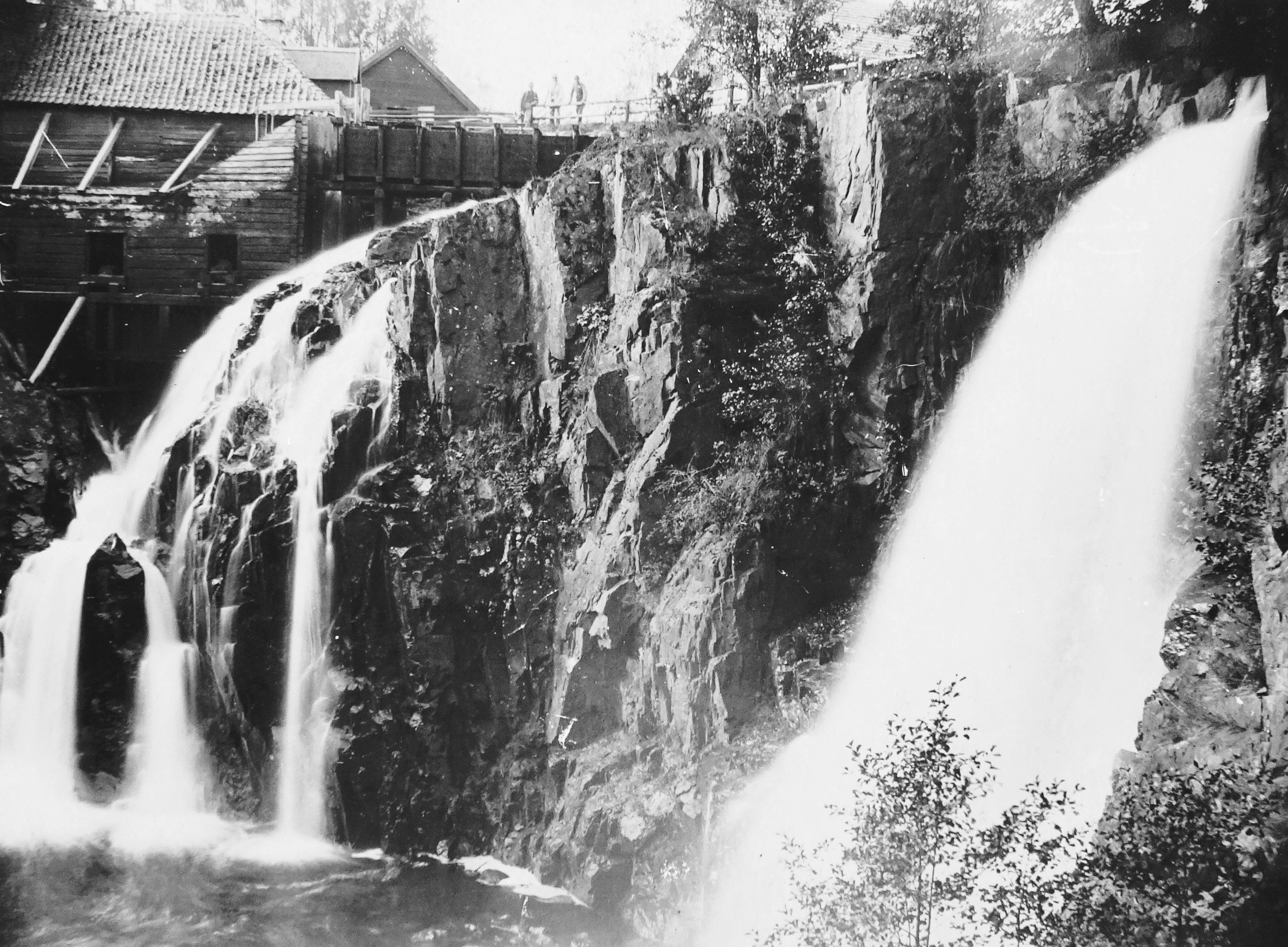
Kvarnen och fallet cirka 1910.

Vid Stalpets vattenfall anlades en vattenkvarn på 1700-talets slut. Exakt byggdatum är okänt men en vindflöjel med årtalet 1799 tyder på att den tillkom detta år. Man vet att det funnits två större och två mindre vattenhjul vilka drev ett par kvarnstenar, en stålsikt samt ett verk för korngryn. 
Kvarnen vid Stalpet hade alltid gott om vatten och under torrperioder när andra kvarnar fick stänga kom bönder långa vägar hit för att mala. I kvarnkammaren kunde de stanna över natt, där fanns sängplats, stolar och bord. Vid sådana tillfällen var kvarnen i gång dygnet runt. 
Samtida bilder visar att kvarnen byggts till och om i olika omgångar och till slut liknade ett lappverk. År 1890 färdigställdes en tillbyggnad till gamla kvarnen, det är den delen som ännu finns bevarad. 
Hur kvarnen såg ut vid 1900-talets början syns på en teckning upprättad av arkitekt Ferdinand Boberg som besökte platsen i augusti 1916 i samband med sin tioåriga Sverigeresa 1916–1925. Resan, som han företog tillsammans med hustru Anna, resulterade i över 3 000 blyertsteckningar i vykortsformat. De bästa utgav han sedan i planschverket Svenska bilder från 1900-talets början.

### Andra verksamheter vid fallet
År 1923 upphörde kvarnverksamheten och istället anlades en mindre kraftstation för produktion av elektricitet. Den konstruerades och ägdes av civilingenjör Hjalmar Carlsson-Röttle. Redan 1920 hade han iordningställt en mindre kraftstation för belysningsändamål. Den nya anläggningen drev via en vattentub en generator på 100 hk. 
Anläggningen förvärvades 1932 av Smålands Kraft AB som byggde en ny kraftstation för 1 200 hk och en 500 meter lång vattentunnel. Fallhöjden från intaget till kraftstationen blev 34 meter. Den förste maskinisten vid elverket var Johan Lantz, som under en mycket lång tid skötte denna tjänst. Kraftstationen är fortfarande (2021) i drift. 
I slutet av 1920-talet anlades den bågbro som leder landsvägstrafiken (idag länsväg F 971) över Svartån. Bron svävar 15 meter över ån och saknade till en början räcken. I början av 1930-talet öppnade ett kafé vid fallet, idag kallat Stalpets Café & Hantverksbod, som säljer förfriskningar, hemslöjd och ordnar sommartid våffelkvällar med musikunderhållning.
Varje sommar arrangeras ”Fallets dag”, då öppnar man dammluckorna och Svartån får forsa fram i full frihet. År 1989 bildades Stalpets Sockenbodsförening vars syfte är att ta tillvara områdets attraktion. Sedan början av 2000-talet kan besökare ta sig ner till ravinens botten via två långa trätrappor. Där finns även en rastplats. Området vid fallet och i ravinen har frodig vegetation och är rik på fågelliv med bland annat strömstare och forsärla.

### Nutida bilder

Fallet
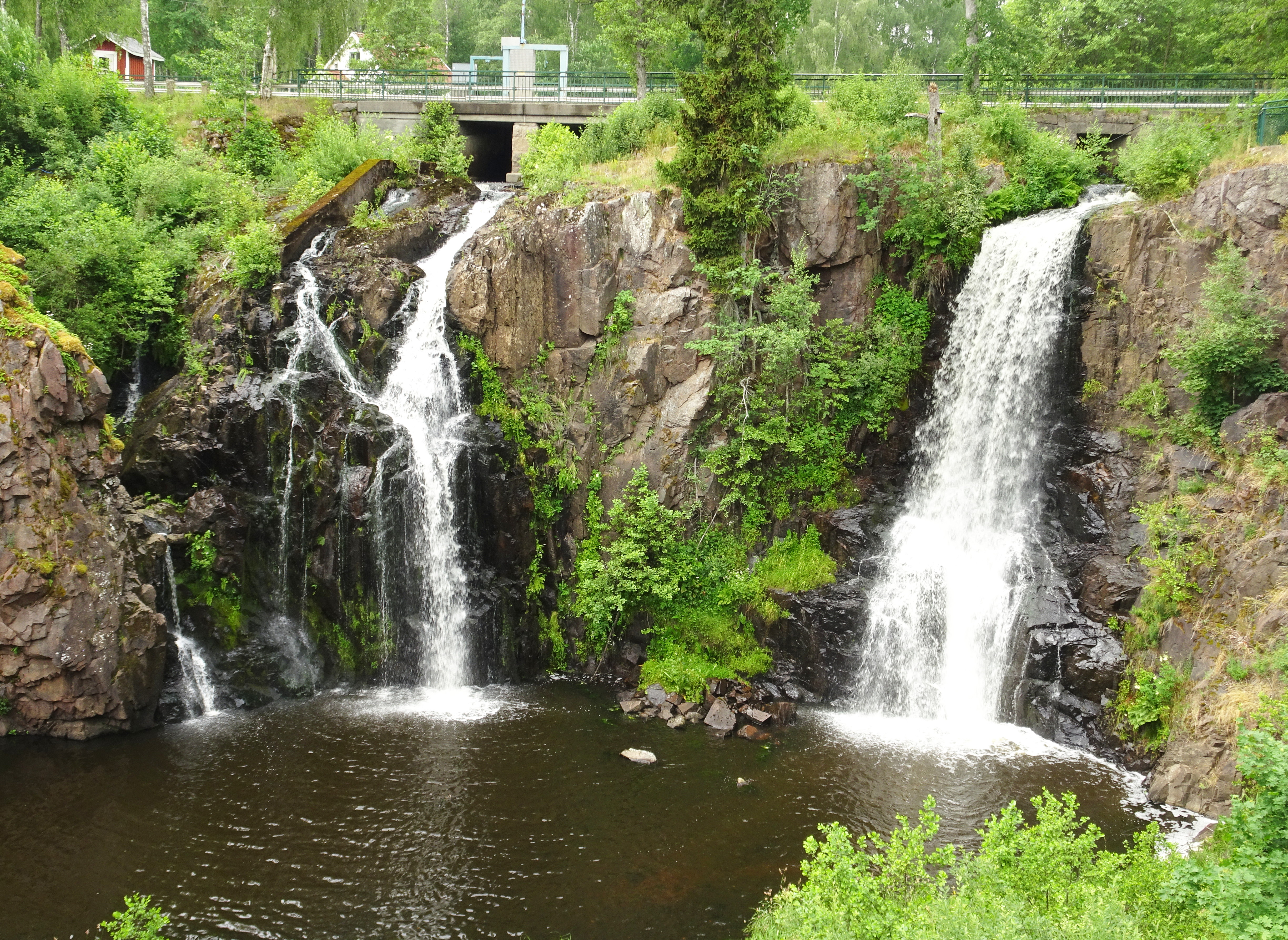
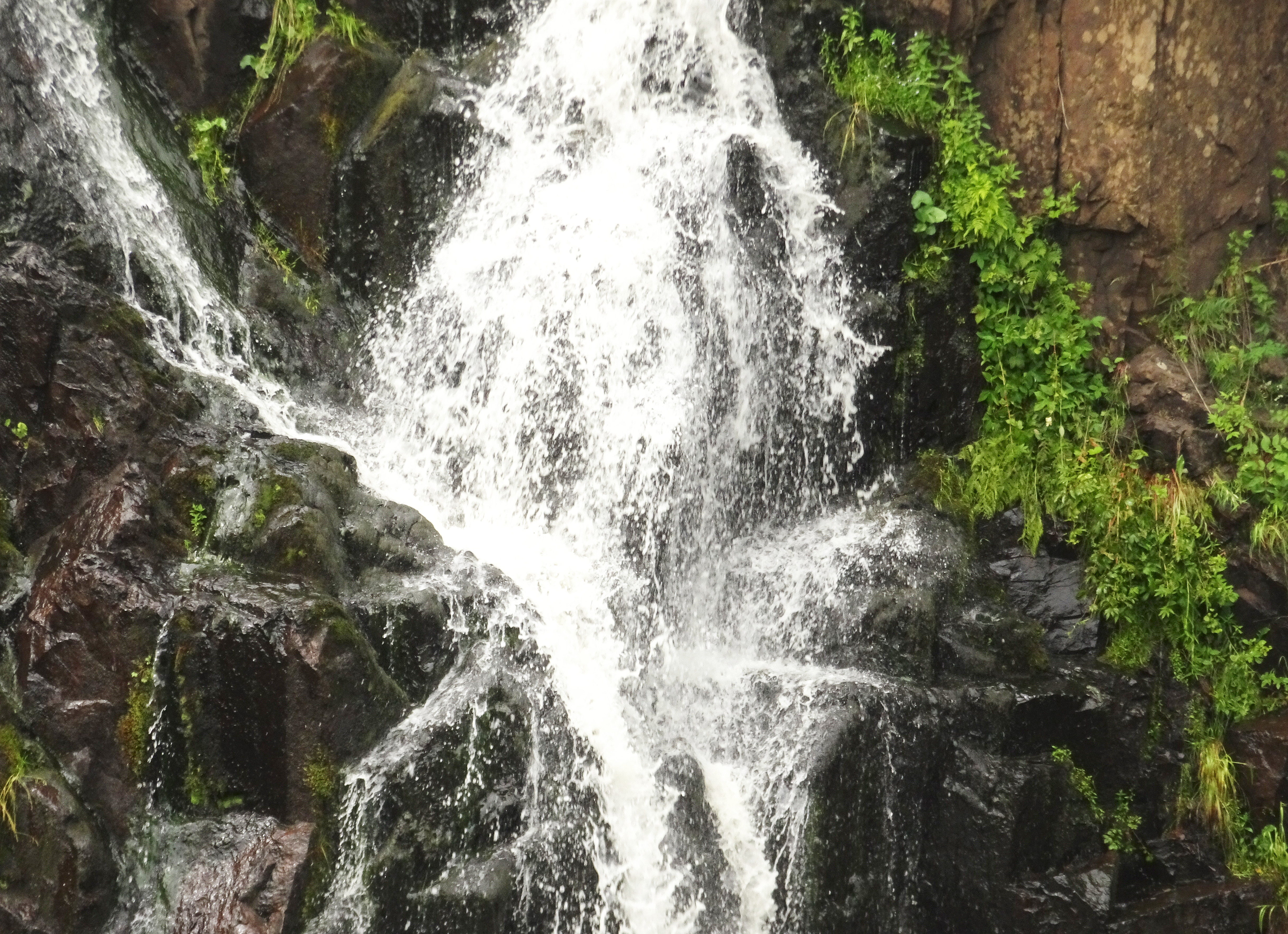
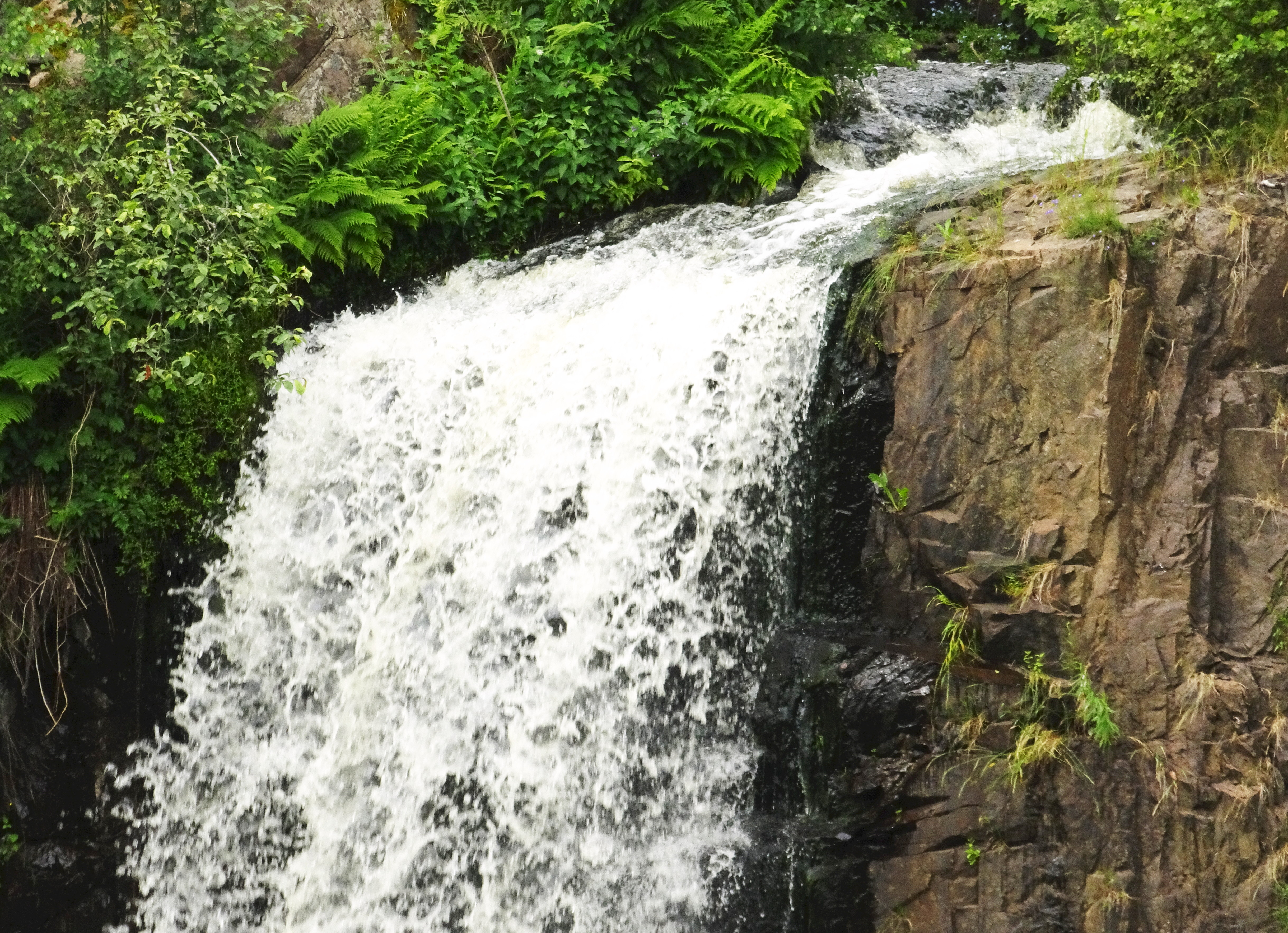
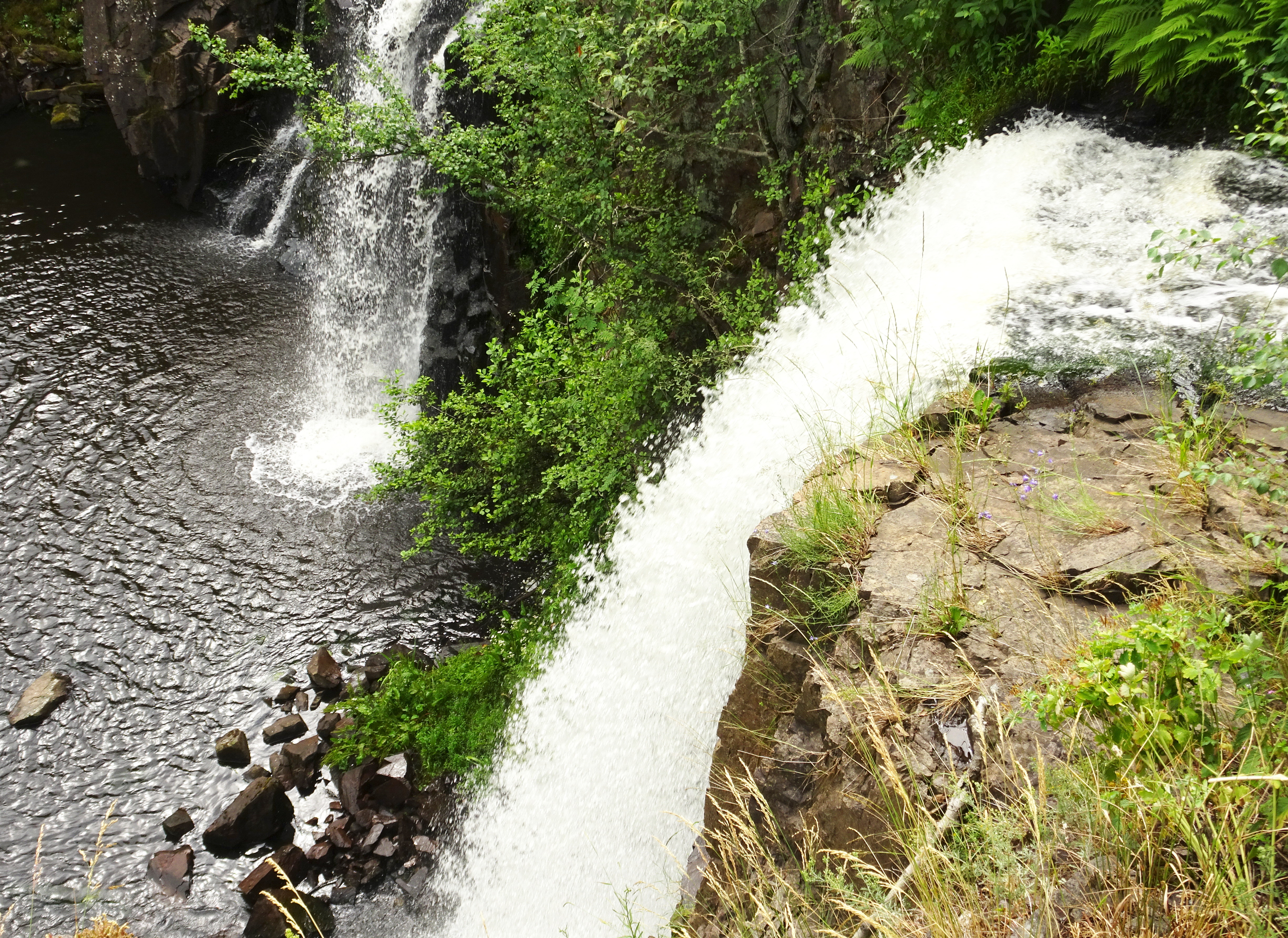
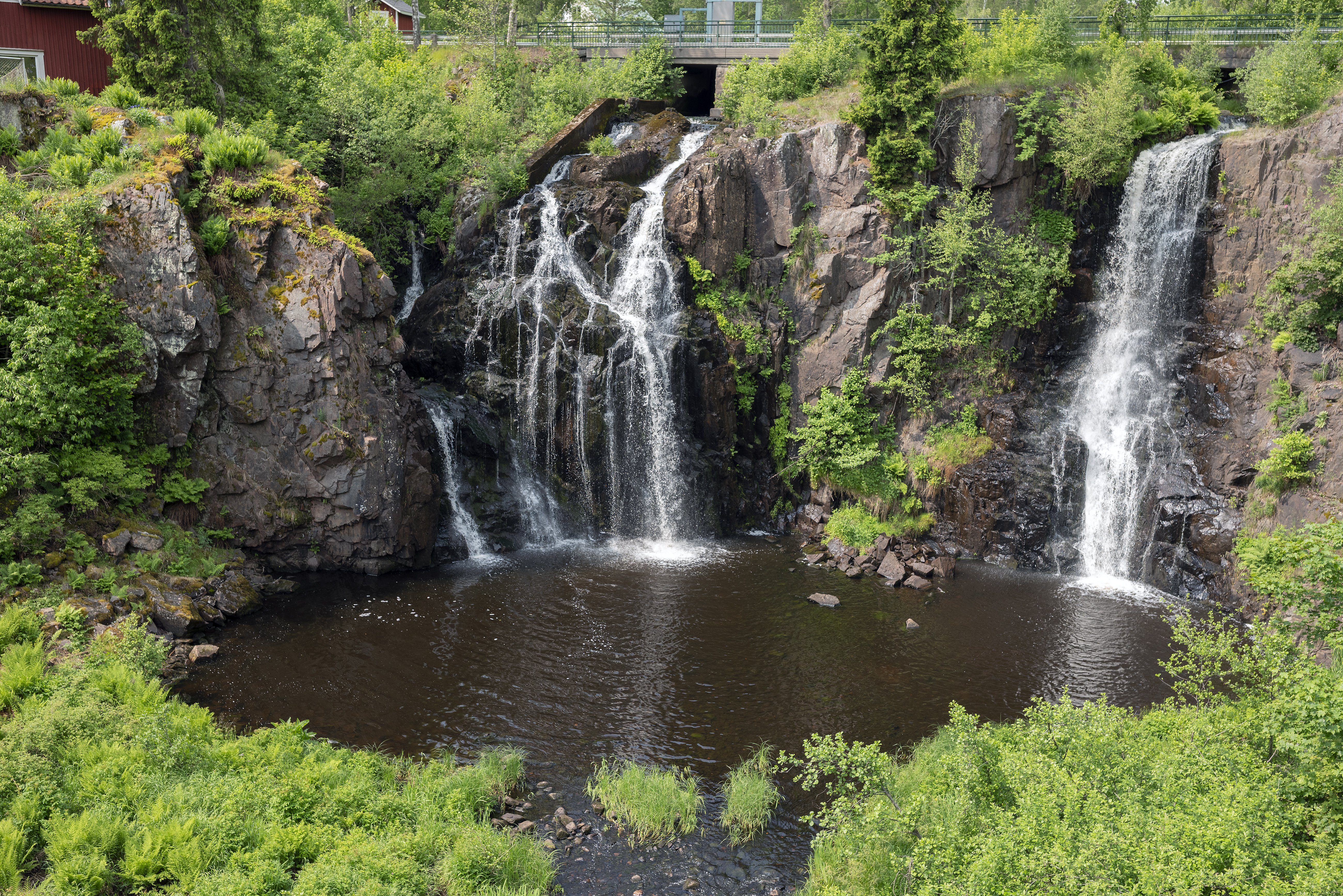
Maj 2025

Omgivningen
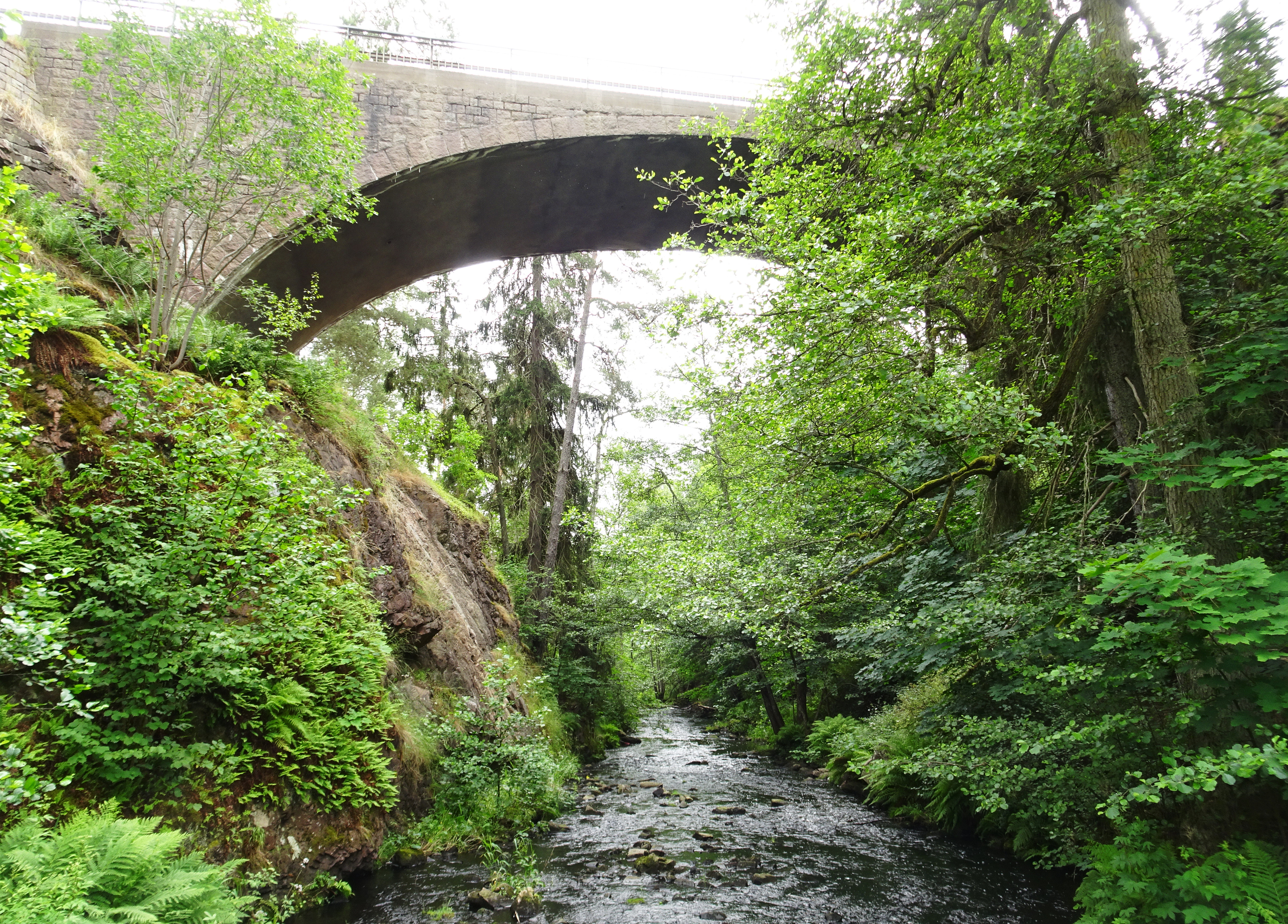
Bågbron över Svartån.
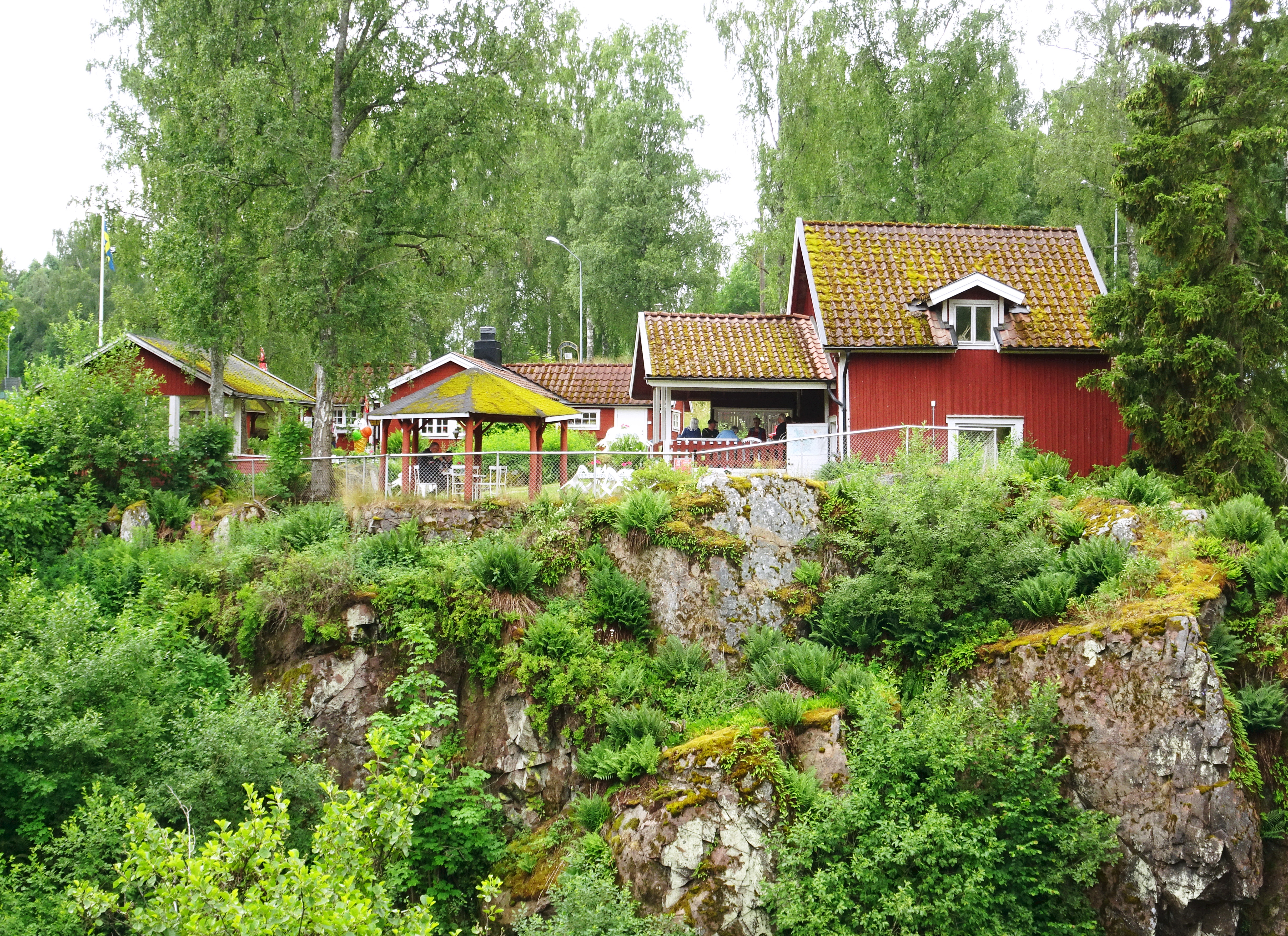
Stalpets Café & Hantverksbod.
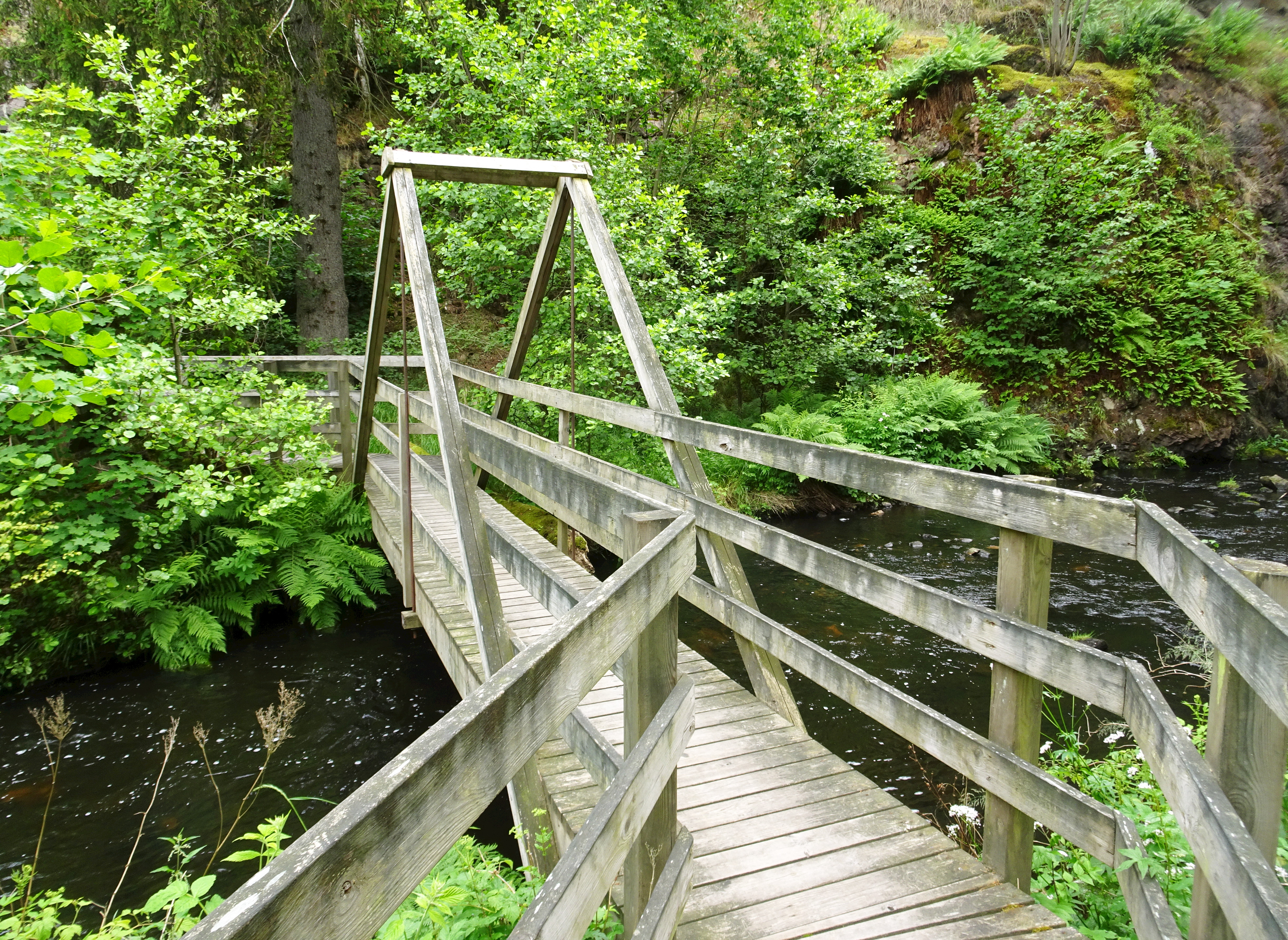
Gångbron i ravinen.
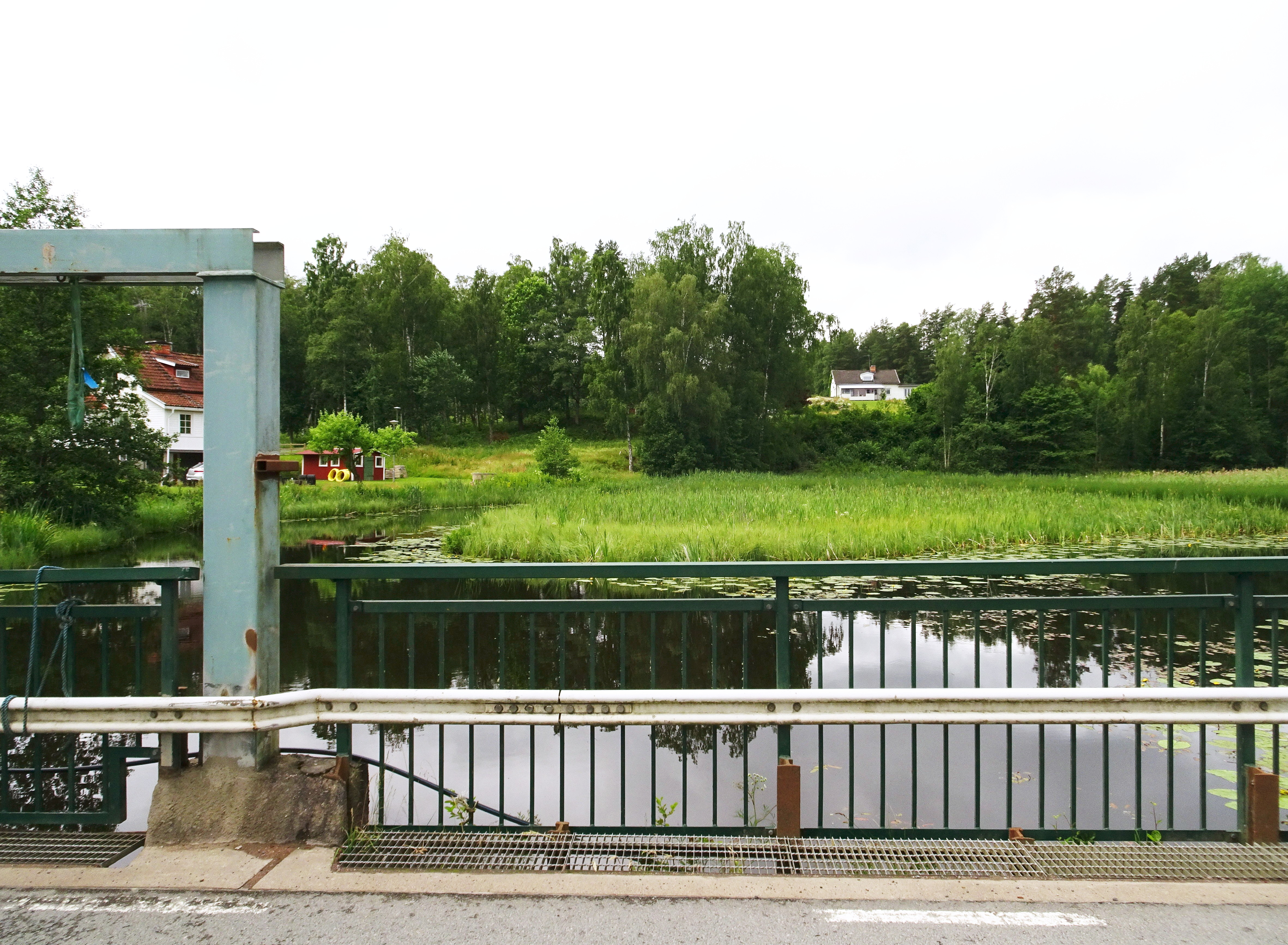
Stalpadammen.